# Scherpe grauwhoedrussula
De scherpe grauwhoedrussula (Russula acrifolia) is een paddenstoel uit de familie Russulaceae. De hoed is Vuilbruin tot zwartgrijs gekleurd; de hoed wordt rood als hij gewond raakt, maar wordt dan zwartgrijs. Het is eetbaar en er wordt beschreven dat het een scherpe smaak heeft. Het groeit op rijke gronden. 

## Kenmerken

### Uiterlijke kenmerken
Hoed
De hoed heeft een diameter van (4) 6–12 (15) cm. De vorm is eerst uitgespreid en later trechtervormig. De kleur is lichter of donkerder sepia of omberbruin gekleurd. Hij is vaak roodbruin, maar soms ook heel donker gevlekt, maar wordt nooit helemaal donker zwartbruin. De huid van de hoed blijft lang vettig, vochtig en glanzend. In tegenstelling tot de Russula densifolia heeft de hoed eerder een roodbruine dan een olijfgroene tint. Hij lijkt minder uitgesproken tweekleurig (lichte rand, donker centrum), zoals het geval is bij de Russula densifolia.
Lamellen
De lamellen zijn broos en smaken heet tot zeer heet. Ze zijn crèmewit van kleur en nooit roze.
steel
De steel is 3-6,5 cm lan en 1,2-3 cm dik. Aanvankelijk is de kleur bruin en later grijszwart van kleur en heeft ongeveer dezelfde kleur als de hoed, maar blijft bovenaan onder de lamellen meestal min of meer wit. Als je over de steel wrijft, wordt deze min of meer roodachtig.
Geur en smaak
Het vruchtvlees is stevig en wordt bij verwonding onmiddellijk rood, maar meestal slechts zwak en vlekkerig en begint, in tegenstelling tot de dichtbladige squab, vrijwel tegelijkertijd zwart te worden. De geur is zwak en het vlees smaakt scherp, zelfs brandend, in de lamellen. Het vruchtvlees wordt oranje en vervolgens groenachtig van ijzersulfaat. Met guaiac krijgt het een intens donkerblauwe kleur en met fenol wordt het wijnbruin.
Sporenprint
De sporenprint is wit (Ia volgens Romagnesi).

### Microscopische kenmerken
De afgeronde tot elliptische sporen zijn 6,2–9,5 µm lang en 5,5–7,4 µm breed. Het Q-getal (quotiënt van sporenlengte en -breedte) is 1,1–1,3. Het sporenornament is tot 0,5 µm hoog en bestaat uit talrijke, fijne wratten, waarvan de meeste op een netachtige manier met ribben verbonden zijn.
De 4-sporige, knotsvormige basidia zijn 40-57 µm lang en 10-11 µm breed. De 30-40 µm lange en 5-6 µm brede cheilocystidia op de lamelsnedes zijn cilindrisch tot priemvormig en aan de bovenkant vaak ingesnoerd. Ze zijn vaak met aanhangels aan hun uiteinde. De talrijke, cilindrische pleurocystidia meten 45-105 × 5-6 µm. Ze hebben ook een aanhangsel aan hun uiteinde. Alle cystiden worden enigszins zwartachtig met sulfobenzaldehyde.
Het pileipellis (hoedhuid) bestaat uit min of meer cilindrische tot bijna spoelvormige, haarachtige, slechts 3-5 µm brede en gedeeltelijk vertakte hyfenuiteinden, waartussen 3-6 µm brede pileocystidia liggen. Deze zijn meestal bovenaan ingesnoerd en reageren slechts zwak met sulfovanilline en worden slechts licht zwartachtig van kleur met sulfobenzaldehyde. Het merendeel van hun hyfenwanden is gegelatineerd.

## Verspreiding
De scherpe grauwhoedrussula is een holarctische soort. De soort komt voor in de Kaukasus, Siberië, Noord-Amerika, en Europa.
In Nederland komt de scherpe grauwhoedrussula vrij zeldzaam voor. Het staat op de rode lijst in de categorie 'Ernstig Bedreigd'.

## Ecologische eigenschappen
De scherpe grauwhoedrussula is een mycorrhiza vormende paddenstoel en komt voor bij verschillende bomen. Zijn favoriete symbiotische partners zijn beuken en sparren . Als die niet beschikbaar zijn, kan het ook symbiotische partnerschappen vormen met Lork, dennen, berk, eiken en linde .

## Gelijkende soorten[2]
- Zwartwitte russula
- Rookrussula